# Assassinat de tres adolescents israelians de 2014

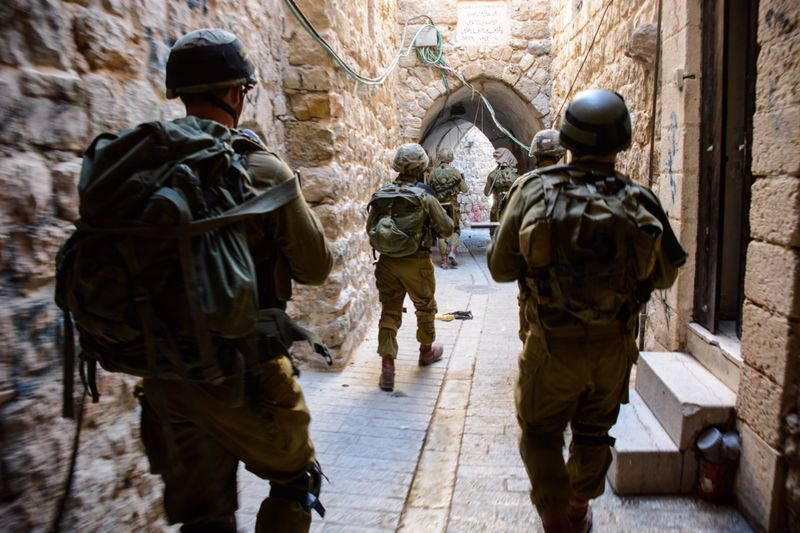
Soldats de l'exèrcit israelià a la zona d'Hebron, durant l'operació de recerca dels adolescents.

El 12 de juny de 2014, tres adolescents israelians van ser segrestats a Gush Etzion (un conjunt d'assentaments israelians a Cisjordània, construïts després de la Guerra dels Sis Dies), quan feien autoestop per tornar a casa. Els tres joves eren Naftali Fraenkel (16 anys, de Nof Ayalon), Gilad Shaer (16 anys, de Talmon) i Eyal Yifrah (19, d'El'ad). El gener de 2015, un tribunal militar va condemnar Hussam Qawasmeh a tres cadenes perpètues per l'abducció i assassinat dels tres israelians.

## Desenvolupament
Les Forces de Defensa d'Israel van iniciar l'Operació Guardià del Germà a la recerca dels tres adolescents. Com a part de l'operació, en els següents onze dies Israel va arrestar uns 530 palestins, incloent a tots els líders de Hamàs a Cisjordània. Entre els detinguts també hi havia el portaveu del Consell Legislatiu Palestí i diversos dels seus diputats. Cinc palestins van morir durant l'operació militar.
El 15 de juny, el primer ministre israelià Benjamin Netanyahu va dir que els adolescents havien estat segrestats per Hamàs. Per la seva banda, aquesta organització va negar tenir coneixement del segrest. El president palestí, Mahmud Abbas, va sostenir que des del 22 de juny no es va proporcionar cap indici que Hamàs estigués darrere del segrest. L'organització suposadament va elogiar l'«èxit del segrest», sense responsabilitzar-se'n.
El 26 de juny, l'Agència de Seguretat d'Israel va donar a conèixer les identitats dels dos sospitosos del segrest. Tant l'agència com les autoritats palestines van dir que els dos homes havien desaparegut des de la nit del segrest, i la Llei de Seguretat va declarar que tots dos havien participat en el terrorisme, i es van considerar sospitosos immediatament després del segrest. Un funcionari d'intel·ligència palestí va dir extraoficialment que la seva desaparició va constituir una clara evidència que els dos sospitosos tenien vincles amb el segrest.
El 30 de juny, l'exèrcit israelià va trobar els cossos dels tres adolescents perduts en un camp al nord-oest d'Hebron. Segons sembla, havien mort poc després del seu segrest. El primer ministre israelià va prometre una dura resposta als assassinats.

## Conseqüències
A mesura que les tensions s'incrementaven, el segrest, tortura i assassinat de Mohamed Abu Judeir, un adolescent palestí, el 2 de juliol va complicar la situació entre Palestina i Israel, generant disturbis, protestes d'israelians i palestins i llançaments de coets des de la Franja de Gaza a territori israelià, als quals Israel va respondre amb atacs aeris. A més, moltes de les persones arrestades que havien estat alliberades durant l'intercanvi de Gilad Shalit per presoners palestins van tornar a ser detingudes. Hamàs va jurar que no pararia de llençar coets dirigits a ciutats israelianes fins a l'alliberament dels detinguts.
A causa d'això, el 8 de juliol el govern israelià va anunciar la posada en marxa de l'Operació Marge Protector, que ha deixat centenars de víctimes, principalment civils de Gaza.